# Ланкутис, Йонас
Йо́нас Ланку́тис (лит. Jonas Lankutis, 8 февраля 1925, Гаргждай — 5 марта 1995, Вильнюс) — литовский литературный критик, литературовед; доктор филологических наук (1975), академик Академии наук Литвы (1985), дважды лауреат Государственной премии Литовской ССР, заслуженный деятель науки Литовской ССР (1975).

## Биография
Закончил в Клайпеде гимназию для взрослых. В 1948—1953 годах учился в Вильнюсском государственном университете. Одновременно в 1950—1953 годах работал в редакции еженедельной газете „Literatūra ir menas“. По окончании университета продолжил обучение в аспирантуре Института мировой литературы имени М. Горького в Москве и в 1956 году защитил диссертацию на соискание учёной степени кандидата филологических наук.
С 1956 года работал в Институте литовского языка и литературы Академии наук Литовской ССР, был заведующим отдела советской литературы с 1957 года. В 1975 году защитил докторскую диссертацию. В 1984—1992 годах был директором Института Литовского языка и литературы. В 1985 году стал действительным членом Академии наук Литовской ССР.
Умер в Вильнюсе 5 марта 1995 года. Похоронен на Антакальнском кладбище.

## Научная деятельность
В литературной критике придерживался принципов, характерных для критики советского периода. В литературоведческих работах не избегал схем и шаблонов, свойственных советскому литературоведению 1960-х—1970-х годов. Вместе с тем включил в советский литературный процесс творчество Винцаса Миколайтиса-Путинаса, к которому не раз возвращался по мере общественно-политической либерализации (три исправленных и дополненных издания монографии „V.Mykolaičio-Putino kūryba“, 1961, 1973, 1986), заново ввёл в науку замалчиваемых в послевоенные годы авторов (Пятрас Вайчюнас, Юозас Грушас, Казис Инчюра).
Вместе с академиком Костасом Корсакасом и другими учёными был одним из авторов и редакторов четырёхтомной «Истории литовской литературы» („Lietuvių literatūros istorija“; 1957—1968), отмеченной Государственной премией Литовской ССР. Написал несколько монографий о литературе и гуманистических идеалах („Literatūra ir humanistiniai idealai“), о поэзии Эдуардаса Межелайтиса („Eduardo Mieželaičio poezija“). К важнейшим достижениям Ланкутиса относятся капитальные труды о литовской драматургии „Lietuvių dramaturgijos raida“ (1974; Государственная премия Литовской ССР) и „Lietuvių tarybinė dramaturgija“ (1983).
В 1970-х годах моделировал литературный процесс как развитие национальных традиций. Например, в книге о драматической трилогии Юстинаса Марцинкявичюса (1977) характеризовал трилогию как современный национальный эпос, а её автора — как выразителя национального самосознания. Наибольшее внимание в своих исследованиях уделял драматургии.
Книга «Панорама литовской советской литературы» вышла на русском и английском языках (1975).

### Основные труды
- Lietuvių dramaturgija: kritikos etiudai. Vilnius: Valstybinė grožinės literatūros leidykla, 1958. 322 p.
- Socialistinis realizmas lietuvių literatūroje. Vilnius: Valstybinė grožinės literatūros leidykla, 1959. 321 p.
- Vinco Mykolaičio-Putino kūryba: monografija. Vilnius: Valstybinė grožinės literatūros leidykla, 1961. 474 p. (дополненное издание 1973, 1986)
- Literatūra ir humanistiniai idealai. Vilnius: Valstybinė grožinės literatūros leidykla, 1963. 272 p.
- Eduardo Mieželaičio poezija. Vilnius: Vaga, 1965. 268 p.
- Lietuvių rašytojai Didžiajame tėvynės kare (в соавторстве с Костасом Довейкой. 1967. 328 p.
- Lietuvių literatūros istorija. T. IV. Vilnius: Vaga, 1968.
- Eduardo Mieželaičio poezija: antras, papildytas leidimas. Vilnius: Vaga, 1971. 216 p.
- Lietuvių dramaturgijos raida: monografija. Vilnius: Vaga, 1974. 441 p. (переиздание 1976, дополненное издание 1979)
- Tarybų Lietuvos rašytojai: M—Ž (соавторы: Юозас Балтушис, Алфонса Малдонис). Vilnius: Vaga, 1977. 542 p.
- Justino Marcinkevičiaus draminė trilogija. Vilnius: Vaga, 1977. 202 p.
- Interviu su rašytojais (соавтор: Алфонсас Беляускас). Vilnius: Vaga, 1980. 542 p.
- Etiudai apie Juozą Grušą. Vilnius: Vaga, 1981. 307 p.
- Vincas Mykolaitis-Putinas. Kaunas: Šviesa, 1982. 158 p.
- Lietuvių tarybinė dramaturgija: monografija. Vilnius: Vaga, 1983. 272 p.
- Vincas Krėvė literatūros moksle ir kritikoje (соавторы: Юозас Балтушис, Костас Довейка, Юозас Лаурушас). Vilnius: Vaga, 1983. 340 p.
- Komizmas lietuvių tarybinėje prozoje (соавтор: Альгис Каледа). Vilnius: Vaga, 1984. 311 p.
- Rašytojų siluetai. Vilnius: Vaga, 1984. 357 p.
- Literatūros procesas. Vilnius: Vaga, 1984. 484 p.
- Vinco Mykolaičio-Putino kūryba. Vilnius: Vaga, 1986. 365 p.
- Monografiniai etiudai: Juozo Grušo ir Justino Marcinkevičiaus kūrybos bruožai. Vilnius: Vaga, 1987. 428 p.
- Lietuvių dramaturgijos tyrinėjimai. Vilnius: Vaga, 1988. 673 p.
- Lietuvių egzodo dramaturgija: 1940–1990 m. Vilnius: Lietuvių literatūros ir tautosakos institutas, 1995. 96 p.
- «Человек» Э. Межелайтиса. Перевод с литовского А. Л. Берман. Москва : Художественная литература, 1965. 100 с.
- В. Миколайтис-Путинас: критико-биографический очерк. Москва: Советский писатель, 1967. 161 с.
- Панорама литовской советской литературы. Вильнюс: Вага, 1975. 136 с.
- Поэтический мир Юстинаса Марцинкявичюса: очерк творчества. Москва: Советский писатель, 1980. 245 с.

## Награды и звания
- Государственная премия Литовской ССР (1969) за «Историю литовской литературы» в четырёх томах („Lietuvių literatūros istorija“; 1957—1968)
- Заслуженный деятель науки Литовской ССР (1975)
- Государственная премия Литовской ССР (1976) за монографию «Развитие литовской драматургии» („Lietuvių dramaturgijos raida“, 1974)
- Командор ордена Великого князя Литовского Гядиминаса (1995) [3]
- Почётный гражданин города Гаргждай (2003, посмертно)

## Память
Именем Йонаса Ланкутиса в 2000 году названа публичная библиотека Клайпедского района в Гаргждай. 11 августа 2003 года Йонасу Ланкутису было посмертно присвоено звание почётного гражданина города Гаргждай.